# Richard Ortiz
Richard Ortiz Busto (Assunção, 22 de maio de 1990) é um futebolista profissional paraguaio que atua como volante, atualmente defende o Olimpia.